# Dom Towarowy Jedynak w Bydgoszczy
Budynek Domu Towarowego „Jedynak” w Bydgoszczy – zabytkowy dom towarowy w Bydgoszczy przy ul. Gdańskiej 15.

## Położenie
Budynek stoi w zachodniej pierzei ul. Gdańskiej, na rogu ul. Dworcowej.

## Historia
W II połowie XIX wieku na parceli zajmowanej przez dom towarowy, znajdował się polski hotel – rodziny Pawlikowskich, działający do 1909 roku.
Działkę zagospodarowała w latach 1910–1911 zamożna żydowska rodzina kupców Conitzer. Wzniesiono tu dom towarowy "Kaufhaus Conitzer & Söhne" według projektu Otto Waltera z Berlina nawiązującego do rozwiązań architektonicznych berlińskich i paryskich.
Budynkami, na których wzorował się Walter były domy towarowe rodziny Wertheim w Stralsundzie i Berlinie – Rosenthalerstrasse, Leipzigerstrasse, Oranienstrasse, Koenigstrasse – zaprojektowane przez niemieckiego architekta Alfreda Messela.
Budynek powstał jako pierwszy na ziemiach polskich dom handlowy, zgodny z koncepcją nowego sposobu handlowania, którego materialnym wyrazem były duże budynki handlowe. W Niemczech wznoszono je od 1894 r., a w Berlinie pojawiły się na początku XX wieku. W Bydgoszczy był pierwszym budynkiem, w którym zastosowano nowoczesną konstrukcję z żelazobetonu.
W okresie międzywojennym dom towarowy nosił nazwę Be-De-Te (Bydgoski Dom Towarowy). Jego pozycja finansowa i zyski w 1938 roku plasowały go wśród największych domów handlowych w Rzeczypospolitej. "Be-De-Te" słynął z urządzanych w nim pokazów mody, a na II piętrze znajdowała się kawiarnia.
Lata późniejsze zmieniły wygląd gmachu. Wiele detali zniszczył pożar z 1945 roku, wzniecony przez żołnierzy Armii Czerwonej. Budynek stracił wówczas spadzisty dach z okrągłymi oknami. W 1947 r. ówczesny jego właściciel PSS „Społem" dokonał niezbędnego remontu i przeróbek pozwalających zaadaptować budynek na biura i magazyny.
W 1949 roku budynek przejęła firma państwowa Powszechny Dom Towarowy, przywracając mu funkcję handlową. W latach 60. XX w. nazwę zmieniono na Domy Towarowe Centrum, a w latach 1978–1979 dokonano kolejnych przebudów budynku. Przez około 40 lat na dachu obiektu widniał napis "Jedynak". Zdjęto go około 2000 r.
W 2009 r. nowy właściciel budynku Centrum Development and Investment z Warszawy opracował plan generalnej modernizacji i odrestaurowania obiektu, uzgodniony z konserwatorem zabytków, który ma doprowadzić do ożywienia w nim działalności handlowej. W 2012 dokonano renowacji fasady, dzięki której wyeksponowane zostały znajdujące się tutaj płaskorzeźby: kota i trzech sów po lewej stronie budynku, Fauna i małpy – po prawej. Dalszej renowacji obiektu jednakże zamiechano.
Od czerwca 2002 do września 2017 parter budynku (a od 2013 tylko jego część) zajmował pierwszy w Bydgoszczy salon Empiku.
Od 2016 do 2020 w pobliżu budynku (przed nr 13) znajdował się stylizowany na początek XX w. słup ogłoszeniowy, informujący o wydarzeniach kulturalnych.

## Architektura
Gmach wzniesiono w stylu modernistycznym, nawiązującym do rozwiązań architektonicznych berlińskich i paryskich domów towarowych.
Elewacja w górnej części ukształtowana jest faliście z wgłębnym portykiem filarowym, który upiększają pełnoplastyczne rzeźby przedstawiające alegoryczne postacie kobiece:
- Afrodytę – boginię piękna i miłości,
- Eris – boginię niezgody,
- Herę – matkę bogów,
- Atenę – boginię mądrości i wojny.

Tympanon nad narożną witryną posiada z kolei relief z wizerunkiem Sylena.
Budynek posiada duże atrium nakryte szklanym dachem, stropy wsparte na kolumnach i cztery poziomy handlowe "otwarte" na atrium. Komunikacja między kondygnacjami odbywa się dwoma windami osobowymi i jedną towarową oraz klatką schodową z parteru do czwartego piętra, zapewniającą komunikację wewnątrz części handlowej budynku
Dzięki zastosowaniu układu trójbiegowego (szeroki ciąg środkowy i dwa węższe po bokach) większa liczba osób mogła dotrzeć na wybraną kondygnację.
Wnętrze domu towarowego łączyło prostotę z funkcjonalnością. Niestety nie zachowały się do dzisiaj sztukaterie, które dodawały mu wdzięku i elegancji.